# La Petite Fée des dents
La Petite Fée des dents (Tooth Fairy 2000 en version originale) est le premier épisode de la quatrième saison de la série animée South Park, ainsi que le 49e épisode de l'émission.

## Synopsis
Cartman reçoit deux dollars de la part de la fée des dents. Un plan malsain lui vient alors en tête.